# تشارلز جورج غوردون

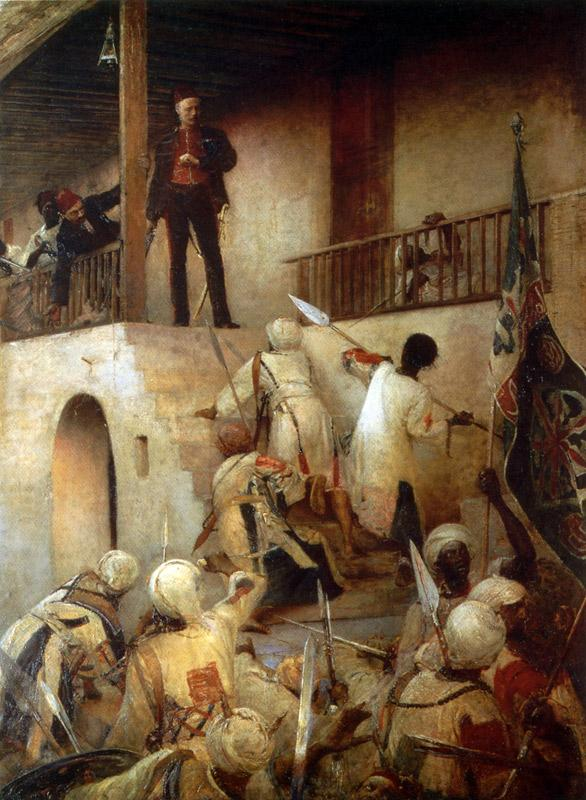
لوحة للرسام جوي تمثل لحظة قتل الجنرال غوردون في الخرطوم

اللواء تشارلز جورج غوردون (بالإنجليزية: Charles George Gordon) (28 يناير 1833 - 26 يناير 1885) المعروف بلقب (غوردون الصين) و(غوردون باشا) و(غوردون الخرطوم) كان ضابطا وإداريا في الجيش البريطاني، ويذكر لحملاته في الصين وشمال أفريقيا، حتى قُتل يوم تحرير الخرطوم، ودفن في بريطانيا.

## بداياته المهنية
ولد غوردون في ووليتش، بلندن لأب عسكري هو اللواء هنري وليام غوردون (1786 – 1865) وأمه إليزابيث (إندربي) غوردون (1792 – 1873). تلقى علومه في مدرسة فولاندز في تاونتون، سومرست وفي الأكاديمية الملكية العسكرية في ووليش. وبعد تخرجه منها برتبة ملازم ثان ألحق بسلاح الهندسة الملكي عام 1852. ليكمل تدريبه في تشاثام. رقي ملازم أول عام 1854.
تلقى غوردون أول مهامه ببناء تحصينات في ميلفورد هيفن، بيمبروكشير، في ويلز. وحين بدأت حرب القرم أرسل غوردون إلى الإمبراطورية الروسية حيث وصل يناير عام 1855. وكلف بالمشاركة في حصار سيفاستوبول وكذلك شارك بهجوم الريدان من 18 يونيو إلى 8 سبتمبر. شارك غوردون بالحملة الاستكشافية إلى كينبورن ليعود بعدها إلى سيفاستبول في نهاية الحرب. وبعد تحقيق السلام ألحق بهيئة دولية لترسيم الحدود بين الإمبراطورية العثمانية والإمبراطورية الروسية في بيسارابيا. أكمل غوردون مسح المنطقة معلما الحدود إلى آسيا الصغرى. عاد غوردون إلى بريطانيا عام 1858، وعُيّن كمدرب في تشاثام. رقي إلى رتبة نقيب في أبريل 1859.

## حياته في الصين ووفاته في الخرطوم

### الصين
تطوع غوردون عام 1860 للخدمة في الصين (أنظر إلى حرب الأفيون الثانية وثورة تايبينغ). وصل إلى تيانجين في سبتمبر من ذلك العام. وحضر احتلال بكين ودمار القصر الصيفي. احتل البريطانيون شمال الصين حتى عام 1862، ثم وتحت إمرة الجنرال وليام ستافلي انسحبوا إلى شنغهاي لحماية المستعمرة الأوروبية من جيش متمردي تايبينغ.
القوات البريطانية وصلت بعد وقت فاصل،
بعد سنتين من القتال بها قامت ميليشيات أوروبية وآسيوية تحت قيادة فردريك تاوسند وورد الأمريكي، التي دافعت عن المدينة، انسحبت ببطء بعد الضغوط المتواصلة من قبل ثوار تايبينج. قرر ستافلي تطهير المدينة من الثوار الذين عل مسافة 50 كيلومتر من شانغهاي، بالتعاون مع وورد وقوى فرنسية صغيرة. غوردون أرفق بوظيفة مهندس في مدن جيادنغ، شينغفو، ومدن أخرى أحتلت، وطهرت المنطقة من الثوار حتى نهاية عام 1862.
وورد قُتل بحرب تسي-شي والحكومات الصينية الامبريالية لم تُعجب ببديله. لي هونغ جانغ، محافظ حي جيانغسو، طلب من ستافلي أن يعين ضابط بريطاني على الجيش. ستافلي اختار غوردون الذي عُين بطريقة غير رسمية في ديسمبر 1862, هذا التعيين الذي تم الموافقة عليه بعدها من الحكومة البريطانية. غوردن حمل القيادة على الكتيبة التي كُنيت الجيش الغاب دائما (كنية مشجعة ومبالغ بها)، بمارس 1863 بـسونغ جيانغ. بدون أن يتمم تنظيم قوته مجدداً، قادهم غوردون مباشرة لفك حصار متشانسو، بلدة تتواجد 60 كيلومتر شمال-غرب شنغهاي. هذه العملية توجت بالنجاح وفاز غوردون بتقدير من حوله.
نظم غوردون قواته مجدداً وتقدم نحو قونشان التي احتلت ولاقت خسارات فادحة. ومن هنا قاد غوردون الجيش إلى مسلسل احتلالات وحاصر بلد تلو الأخرى حتى أن بنوفمبر حوصرت البلدة سوجوا. وبعد جدل مع لي هونغ جوان حول إعدام قادة الثورة، سحب غوردون قواته من سوجواو إلى قونشان وأوقف عملياته الحربية حتى فبراير 1864. لكن فيما بعد التقى الشخصان واصطلحوا فيما بينهم. «الجيش الغالب دائماً» جدد وتيرته التقدمية السريعة، حيث كانت ذروة هذه الحملة في ماي مع احتلال تشانغ جواو، المركز العسكري الأساسي للتاي بينغ بالمنطقة. عندها عاد غوردون إلى قونشان وفكك جيشه.
القيصر منح غوردون رتبت «تيتو»، الرتبة الأعلى في الجيش الصيني، وزين ب«معطف أصفر». الجيش البريطاني منح غوردون رتبت مقدم (Lieutenant colonel) وعضو ب (Order of the Bath). وحصل أيضاً على لقب غوردون «الصيني».

### مقتل غردون في الخرطوم
بدأت جيوش المهدية تحاصر للخرطوم منذ مارس 1884 وتم عزلها عن العالم الخارجي فسدت الطرق من جهة الشمال كما عزلت عن بقية للسودان فأحاطت بها القبائل وأحكمت الحصار
أما غوردون فقد عمل على تحصين المدينة بالأسلاك الشائكة وتقوية القلاع (الطوابي) وزرع الألغام. وكانت حامية الخرطوم المكونة من المصريين والأتراك وبعض السودانيين ذات ولاء ضعيف للنظام
وفي الجانب الآخر نجد أن انضمام الشيخ محمد الخير للمهدية زاد من إحكام الحصار على الخرطوم حيث تمكن من الإستيلاء على بربر في مايو 1884 وازداد الأمر حرجا لغوردون؛ عندما زحفت قوات الأمير عبد الرحمن النجومي إلى الخرطوم ثم جاء المهدي بجمع يقدر بأكثر من مائة ألف من المقاتلين ونزل في ديم أبو سعد جنوبي أم درمان في أكتوبر 1884م وأخذ يبعث بالرسائل إلى غوردون.
كان غوردون - قبل أن يشتد عليه الحصار - قد أرسل إلى حكومته طالبا إرسال حملة تفتح الطريق بينه وبين مصر لسحب الحاميات. ثم اضطره الحصار للمناداة بحملة إنقاذ، إلا أن محاولته لم تأت بنتيجة تخرجه من ورطته، إلا في أكتوبر 1884م حيث تحركت حملة الإنقاذ من القاهرة بقيادة اللورد ولزلي وعندما علمت قوات المهدية بهذه الحملة وضعت خطة محكمة لمناوشتها وتعطيلها والعمل دون تمكينها من الوصول إلى حين تحرر الخرطوم.
وفي 25 يناير 1885م بدأ أنصار المهدي يعبرون النيل الأبيض للحاق بجيش عبد الرحمن النجومي الذي كان يحاصر الخرطوم من جهة الجنوب. وفي صباح يوم 26 يناير تمكنت قوات المهدية من دخول الخرطوم عنوة واقتدارا، وقتل غوردون.

## وصلات خارجية
- تشارلز جورج غوردون على موقع الموسوعة البريطانية (الإنجليزية)
- Original Letters Written by Charles Gordon from the Near East[وصلة مكسورة] Shapell Manuscript Foundation
- Chinese Gordon on the Soudan Gordon's famous interview to the Pall Mall Gazette, 1884
- Gordon's tactics: an alternative view analysis of Gordon's war strategy by Gary Brecher (the War Nerd)
- Charles G. Gordon Photograph part of the Nineteenth Century Notables Digital Collection at Gettysburg College[وصلة مكسورة]